# کراس کریک پیکچرز
کراس کریک پیکچرز به (انگلیسی: Cross Creek Pictures) یک استودیوی تولید فیلم آمریکایی است که در سال ۲۰۰۹ توسط تامی تامپسون و تایلر تامپسون ساخته شده است. اولین تولید این استودیو قوی سیاه (فیلم ۲۰۱۰) بود. در اواخر سال ۲۰۱۵ کراس کریک قرارداد سه ساله، چند جانبه با تأمین مالی، تولید و توزیع را با سونی پیکچرز امضا کرده است.